# Parafia św. Jana Chrzciciela w Sielsku
Parafia pw. św. Jana Chrzciciela w Sielsku – rzymskokatolicka parafia należąca do dekanatu Łobez, archidiecezji szczecińsko-kamieńskiej, metropolii szczecińsko-kamieńskiej. W parafii posługują księża diecezjalni. Według stanu na wrzesień 2018 proboszczem parafii był ks. Henryk Melerski. Zgodnie ze stanem na 2023 rok, proboszczem parafii jest ks. Mirosław Socha

## Miejsca kultu

### Kościół parafialny
Kościół św. Jana Chrzciciela w Sielsku

### Kościoły filialne i kaplice
- Kościół Matki Bożej Różańcowej w Mielnie[1]
- Kościół św. Józefa w Kąkolewicach[1]
- Kościół Matki Bożej Gromnicznej w Kraśniku Łobeskim[1]